# Дом с котами (Хенфилд)
Дом с кошками (англ. The Cat House) — историческое здание, достопримечательность в Хенфилде, графство Западный Суссекс, Англия.
Находится в Pinchnose Green, в бывшем здании кожевенного завода, неприятные запахи кожевенного производства, по-видимому, дали это название (в русском переводе Pinchnose — прищепка на нос). Здание датируется XVI веком.

## История
Этот дом когда-то принадлежал Джорджу Уорду, у которого была канарейка. Эта птица была съедена кошкой, принадлежавшей местному англиканскому канонику Натаниэлю Вударду (1811—1891), который жил по-соседству. Уорд был настолько взбешён, что изрисовал свой дом изображениями кота с птицей. Каноник видел эти рисунки каждый раз, когда он проходил мимо по дороге в церковь. Хозяин также собрал морские раковины, которые гремели, и черная фигура появлялась в маленьком окне, называемом дырой Зулу, когда приближался несчастный каноник.